# Lynette Scavo
Lynette Scavo (née Lindquist) est l'un des personnages principaux du feuilleton Desperate Housewives, interprété par Felicity Huffman. 
Lynette Scavo est mariée à Tom. Elle est la mère de cinq enfants, le prénom de tous ses enfants commence par un P: Parker, Porter et Preston (jumeaux), Penny et la benjamine Paige (et Patrick, mort in utero).

## Personnalité
Lynette est une femme très franche, qui n'a pas peur de dire ce qu'elle pense. Elle a besoin de contrôle, habituée depuis son enfance à gérer et élever ses 2 sœurs et sa mère alcoolique. Son personnage est caractérisé par une ambivalence entre sa vie de mère et sa vie professionnelle.

## Histoire du personnage

### Avant le début de la série
Dans sa jeunesse, Lynette a eu une mère alcoolique et absente. Elle a dû s'occuper de ses deux sœurs cadettes (Lucy et Lydia) alors qu'elle était encore jeune. Elle lui reproche souvent de ne pas s’être assez occupée de ses enfants et d'avoir trompé son beau-père Glenn qui été le seul « père » qu’elle ait jamais eu (on apprend dans la saison 3 que Glenn a quitté la mère de Lynette parce qu’il est homosexuel).
Avant la naissance des jumeaux, Lynette, diplômée de l'université Northwestern, travaillait dans une importante agence de publicité, où ses qualités de « tueuse » ou de « requin » étaient appréciées. Au début de la saison 7, on apprend par Renée Perry qu'elle avait été élue "étudiante ayant le plus de chances de faire une belle carrière" à l'université. 

### Saison 1
Pendant une réunion de parents d'élèves organisée par Maisy Gibbons, elle n'hésite pas à remettre en cause le choix d'une version politiquement correcte du Petit Chaperon rouge en persuadant les autres parents d'élèves de l'intérêt du conte original.
Elle fait aussi la rencontre de Jordana Geist à la réunion qui lui avoue qu'elle prend les médicaments contre l'hyperactivité de ses enfants. Ceux-ci ont l'effet inverse à celui prévu lorsque l'individu n'est pas hyperactif. Lynette décide donc d'en prendre ce qui lui permet de tenir le rythme et d'effectuer toutes les tâches qui lui sont dévolues, telles que coudre les costumes pour le spectacle de l'école. Cependant, l'abus de ces médicaments provoque, chez elle, stress et nervosité jusqu'à halluciner en s'imaginant que Mary Alice Young lui a offert un revolver.
Quand elle est suffisamment calmée, elle confie à Bree Van De Kamp et Susan Mayer qu'elle est à bout de forces et qu'elle pense être une horrible mère. Elle fait également part à ses amies de son souhait : partager avec elles secrets et malheurs pour ne pas finir comme Mary Alice Young.
Comme solution à leur problèmes, les Scavo embauchent Claire, une nounou à domicile que Lynette débauche auprès d'une autre famille. Celle-ci ne reste que peu de temps, car elle ne laisse pas Tom indifférent.
Dans l'épisode 20, elle apprend par hasard que Tom a recruté sans la prévenir Anabel Foster, son ancienne petite amie avec qui il avait rompu après avoir rencontré Lynette. Cette situation entraine des disputes dans le couple, et donne lieu à plusieurs scènes de pure rivalité entre Anabel et Lynette dans les épisodes 21 et 22.
Par ailleurs, elle interfère auprès de Janie Peterson, la femme du patron de Tom Scavo pour qu'il n'obtienne pas de promotion. Elle craint, en effet, que les voyages d'affaire de ce dernier se multiplient et donc qu'il soit encore moins présent pour sa famille. Mais quand Tom le découvre, il décide de cesser de travailler, de rester à la maison pour s'occuper des enfants, et de passer le flambeau à Lynette, qui doit désormais subvenir aux besoins de sa famille.

### Saison 2
Engagée dans l'agence d'Ed Ferrara, elle est confrontée à sa nouvelle supérieure hiérarchique, Nina, une femme autoritaire (voire tyrannique) qui lui en fait voir de toutes les couleurs. Après que Lynette a découvert la liaison de Nina avec le réceptionniste Stu, Nina renvoie le jeune homme. Mais poussé par Lynette à ne pas se laisser faire, il porte plainte contre l'entreprise. Nina est donc renvoyée à son tour… et Lynette prend sa place comme bras droit du patron (Ed Ferrara). Mais son parcours professionnel est encore parsemé d'embûches. Si elle parvient à créer une garderie au sein de l'entreprise (ce qui lui permet de maintenir le contact avec ses enfants), les difficultés conjugales d'Ed, ainsi que son caractère irresponsable et égoïste, lui donnent du fil à retordre.
Tom vit mal d'être au père au foyer, et finit par postuler dans l'agence où travaille Lynette. Les deux époux vont donc travailler ensemble, ce qui suscite évidemment quelques étincelles. 
À la fin de la saison 2, Lynette soupçonne Tom d'avoir une relation adultère (à la suite de l'analyse de notes de frais suspectes par Ed Ferrara, qui cherche à la licencier), ce qui la pousse à partir à le suivre secrètement sur son voyage d'affaires à Atlanta City. Les enfants sont alors laissés auprès de Karen McCluskey pour quelques jours. Et c'est là qu'elle verra Tom en compagnie d'une autre femme. Elle décide alors de prendre les enfants et le chien et de quitter la maison. Mais son fils se blesse après avoir sauté du balcon de la chambre d'hôtel où ils logent temporairement. Se retrouvant ensemble à l'hôpital, le couple s'explique alors. Tom avoue avoir découvert depuis peu l'existence de sa fille Kayla, âgée de 11 ans, née de Nora Huntington, une aventure d'un soir un an avant d'avoir rencontré Lynette.

### Saison 3
Afin de permettre à Kayla de voir plus souvent son père, Nora déménage dans les alentours de Wisteria Lane et s'incruste dans la vie des Scavo, ce qui provoque l'exaspération de Lynette.
Plus tard, alors que Nora était en train de négocier la garde de Kayla, Lynette se retrouve prise en otage, avec Nora, dans un supermarché. Elles se disputent et attirent l'attention de Carolyn Bigsby qui tire sur Nora. Celle-ci demande à Lynette, avant sa mort, de bien prendre soin de sa fille. La mort de Nora met alors Lynette dans une folle rage, ce qui pousse Carolyn à lui tirer dessus, mais la trajectoire est déviée par une canette lancée par un autre otage à la tête de Carolyn. Celle-ci tire et touche le bras de Lynette. Carolyn laisse tomber son arme et est tuée par Maya, une autre otage, qui s'est emparée du révolver.
À la suite de cette prise d'otage et de la mort de Nora, Lynette se rend compte qu'elle souhaite passer plus de temps avec Tom et les enfants. Elle démissionne et est embauchée par Tom comme manager dans leur restaurant. Malgré son erreur dans la commande de chaises, l'ouverture de la pizzeria a bien eu lieu.
Dans l'épisode 3x17, elle se plaint des uniformes orange qu'elle et son mari doivent porter, tout comme les employés. Elle insista auprès de Tom pour qu'il change ce détail mais devant son refus, Lynette décide de ne pas travailler à la pizzeria ce jour-ci. Le soir-même, inquiète car Tom n'est toujours pas rentré, elle décide de se rendre au restaurant et voit alors Tom, inconscient, à terre. Amené à l'hôpital, le docteur la prévint qu'il s'agit d'un blocage de dos et que Tom devait rester allongé 3 mois minimum. Elle décida par la suite d'embaucher Rick Coletti, ancien sous-chef d'un restaurant quatre étoiles, en tant que manager : Tom commence à être odieux tandis que Lynette semble apprécier Rick. Lynette est alors obligée de licencier ce dernier pour préserver sa famille mais avoue avoir pris du plaisir à flirter avec lui. Lynette se dispute avec Tom et se retrouve à l'hôpital après s'être cogné la tête, et y apprend qu'elle a un cancer. Sa mère Stella décide de vivre avec la famille pendant le traitement de Lynette.

### Saison 4
Lynette est en pleine chimiothérapie et devient chauve. Mais elle n'a avoué son cancer à personne, ni à ses enfants ni à ses amies. Seuls sa mère et son mari sont au courant. Elle est donc contrainte de porter une perruque. Bien décidée à vaincre la maladie, elle se rend au spectacle organisé par la Barcliff Academy, dans lequel joue Parker. Elle est exténuée par son traitement mais ne veut pas rater l'événement. Cependant, Lynette finit par se sentir très mal, elle est prise de court et vomit dans le sac d'une parent d'élève. C'est cette même femme, Muriel, qui la tanne depuis des jours pour que Lynette respecte les engagements qu'elle avait pris concernant l'académie, mais qu'elle ne peut évidemment pas respecter, au vu de son état. Poussée à bout par Muriel, Lynette enlève sa perruque devant elle, en pleine rue, en lui annonçant qu'elle a un cancer. Au loin, Bree, Susan et Gabrielle aperçoivent, horrifiées, la calvitie de Lynette. Elles décident ensuite de se dire tous leurs secrets, même les plus dérangeants.
Les 4 voisines vont donc faire un pacte, celui de ne plus avoir de secret entre elles. Lynette parvient à vaincre son cancer, puis doit gérer l'avenir de sa mère, quand une tornade s'abat sur Fairview. La famille de Lynette se trouve au sous-sol chez Mme McCluskey, mais sa maison est totalement détruite. Heureusement, sa famille s'en sort indemne au contraire de l'amie de Karen, Ida Greenberg.
Lynette revient travailler au restaurant et reçoit la visite de Rick, qui vient de monter un restaurant à proximité. Celui-ci est incendié, et il s'avère que ce sont les enfants de Lynette qui ont mis le feu, poussés par Kayla. Celle-ci cherchant à faire du mal à Lynette, elle est envoyée chez ses grands-parents.

### Saison 5
Cinq ans se sont écoulés mais Lynette Scavo a toujours du mal avec ses jumeaux Porter et Preston qui sont désormais des adolescents. Lynette est exaspérée par le nouveau rêve de son mari (probablement provoqué par sa crise de la quarantaine) qui est de former un groupe de rock'n'roll. Lorsqu'il loue un petit studio pour jouer avec Mike, Dave, Carlos et Orson, alors que Tom est de plus en plus absent et qu'elle voit Anne Schilling, la mère de Kirby, le meilleur ami de Porter sortir du studio à moitié dénudée elle pense tout d'abord qu'il a une liaison mais découvre finalement que c'est son fils, Porter, qui entretient une relation avec cette femme. Elle lui demande de la quitter sur-le-champ ce qu'il refuse. Lynette se rend alors chez Anne et lui affirme qu'elle sait que son fils et elle sont ensemble mais la maîtresse de son fils lui fait une révélation(fausse) ; elle est enceinte. Malheureusement son mari, Warren qui est très violent envers sa femme a tout entendu et il la bat avec violence ce qui fait qu'elle se retrouve à l'hôpital et Porter en veut à sa mère.
Quelques jours plus tard alors que le groupe de Tom les BlueOdyssees font une petite représentation, Dave met le feu au bar de Warren pour brûler le corps de son médecin qu'il a assassiné et tous les soupçons sont sur Porter car il a menacé Warren de le tuer et que Dave fait un faux témoignage contre lui pour ne pas être soupçonné. Il est arrêté par la police mais libéré sous la caution de 20 000 $ lors de sa sortie. Warren le menace de mort et Porter s'échappe. Preston doit prendre sa place mais est vite découvert par son avocat Bob Hunter à cause de Penny. Preston correspond avec son frère ce que Lynette apprend et elle lui demande de lui dire où il est mais celui n'en a aucune idée. Elle décide donc de tuer Warren pour protéger son fils mais ne le fait finalement pas. On apprend ensuite que Porter est hébergé chez sa grand-mère maternelle. Pour subvenir à ses besoins, elle retrouve une place sur le marché du travail (dans la publicité) mais à la fin de la saison, elle se rend compte qu'elle est de nouveau enceinte de jumeaux.

### Saison 6
Lynette fait face à une nouvelle grossesse, d'autant plus qu'elle porte des jumeaux. Cependant, elle a peur de ne pas s'en sortir et craint de ne pas pouvoir aimer ses nouveaux futurs enfants. Lynette apprend à ses enfants qu'elle est enceinte et prend très mal leur réaction. Elle engage Roy Bender, le petit ami de Mme McCluskey pour faire des travaux, mais celui-ci semble n'obéir qu'à Tom, l'homme de la maison.
La grossesse de Lynette engendre des conséquences néfastes sur son amitié avec les autres Housewives. En effet, travaillant pour Carlos, elle refuse d'avouer à Gabrielle qu'elle est enceinte.Elle a aussi du mal à concilier sa grossesse et sa vie de couple. Beaucoup de tensions naissent entre elle et Tom car ce dernier, ayant repris l'université, agit comme un irresponsable en trichant aux examens par exemple. Carlos apprend que Lynette est enceinte et lui propose une promotion pour Miami mais Lynette refuse. Ne la voyant pas démissionner, Carlos la pousse à la faute afin de pouvoir la virer. Alors que les relations sont orageuses entre les Scavo et les Solis, Lynette semble sauver la vie de la petite Celia Solis au cours du crash d'un avion à Wisteria Lane. Elle sauve la vie de Celia mais met la sienne en danger car en la poussant pour éviter l'avion, elle est percutée au ventre par une décoration en métal, ce qui laisse planer le doute sur la survie de ses jumeaux. Dans l'épisode suivant, on apprend qu'un des deux jumeaux est mort. Un malaise s'installe donc entre Tom et Lynette car elle refuse de parler du traumatisme qu'elle vit à cause de la perte de son bébé. Le couple décide alors d'entamer une thérapie de couple.
Lynette rencontre ensuite des problèmes avec ses enfants : son plus jeune fils veut à tout prix coucher avec une fille quitte même à la payer, l'anniversaire de Penny est oublié et elle fugue. L'un de ses jumeaux, Preston, revient d'Europe mais il ne revient pas seul : il est accompagné d'une jeune russe, Irina, que Lynette soupçonne d'être une croqueuse de diamants. Lynette veut tout faire pour montrer la vérité à son fils, mais Irina arrive à rendre fou Preston, et ils vont se marier. Lynette essaye donc de trouver les preuves qu'Irina est loin d'être honnête. Elle découvre que la jeune femme se marie et vole ses époux avant de s'enfuir à la recherche d'autres proies. Le mariage est donc annulé et Preston lui demande de partir. Elle quitte Wisteria Lane accompagné d'Eddie, un ami de Preston, qui lui fait des avances. Irina se moque de lui et Eddie l'étrangle : on apprend qu'il est le tueur qui sévit à Fairview.
Lynette va apprendre que Barbara, la mère d'Eddie le maltraite. Elle décide alors de l'inviter à vivre chez les Scavo alors qu'Eddie vient de tuer sa mère qui a appris son secret. Le corps d'Irina est retrouvé. Eddie veut alors retourner chez lui pour s'enfuir du pays. Pendant ce temps, Lynette apprend que le corps de la mère du garçon est également retrouvé. Elle va lui annoncer mais Lynette comprend tout. Eddie la séquestre donc. Lynette accouche alors chez Eddie dans d'affreuses conditions, et le supplie alors d'aller se dénoncer s'il veut que les gens le pardonnent. Le jeune homme hésite mais a finalement le courage d'appeler la police. La fin de la saison 6 pour Lynette est heureuse, elle est chez elle et tient dans ses bras son nouveau bébé sous le regard attendri de Tom.

### Saison 7
À la suite de la naissance de Paige, Tom traverse une phase de dépression. Lynette héberge une amie de l’université en instance de divorce, Renee Perry, et est très surprise lorsque cette dernière prend la dépression de Tom au sérieux. Renee recommande à Lynette de prendre en considération les problèmes de son mari, ce qui la vexe. Alors que Lynette et Tom continuent de s’éloigner, celui-ci se rapproche de Renee, ce qui provoque la colère de Lynette qui voit son couple menacé par l’arrivée d’une rivale. Elle leur demande de mettre un terme à leur complicité, et tente de renouer avec Tom. Renee emménage dans l’ancienne maison d’Edie Britt, ce qui inquiète Tom, qui craint qu’à cause de cette proximité, Lynette finisse par découvrir leur « passé commun ».
Lynette et Renee montent une entreprise de décoration d’intérieur. Susan ne résiste pas longtemps à l’envie de soumettre ses idées sur les projets en cours, déçue d’être reléguée au rang de nounou de Paige. Lynette traverse une nouvelle crise conjugale lorsque Tom lui fait remarquer qu’elle ne le valorise jamais quand elle parle de lui à ses amies. Elle finit par admettre que si elle ne vante jamais ses qualités, c’est parce que cela lui donne l’impression de ne pas le mériter, point sur lequel Tom la rassure. Lynette apprend que Tom et Renee ont eu une aventure il y a vingt ans, peu après leurs fiançailles, alors que Lynette rendait visite à ses parents. Elle le vit très mal, mais n’en parle pas à Tom, et cherche par tous les moyens à se venger de lui. La confrontation finit par avoir lieu, et Tom lui avoue qu’il n’a jamais réussi à lui en parler de peur de gâcher leur vie de couple et de famille.
Sous l’impulsion de Lynette, Tom accepte un nouveau travail, avec un meilleur salaire mais plus de responsabilités et de déplacements professionnels. Ce nouveau travail est à l’origine de nombreux conflits entre eux. D’abord lorsque Lynette tente de séduire Tom dans le jet privé de l’entreprise, et que celui-ci la repousse. Par la suite, lors d’une conférence, Lynette ne cache pas sa frustration d’avoir été invitée en tant que « femme de ». Elle vole le badge d’une invitée pour assister à un séminaire, mais se retrouve sur scène sous sa fausse identité ; elle est rapidement démasquée et Tom se sent humilié. À leur retour, il lui reproche de ne pas le soutenir autant que lui l’avait fait quand elle travaillait.
Lynette et Renee sont chargées de décorer le bureau de Tom, et Lynette envisage une tout autre décoration que celle que Tom souhaite. Si le bureau est aménagé au goût de Tom grâce à l’intervention de dernière minute de Renee, Tom déplore qu’une fois de plus, sa femme ait cherché à décider pour lui. Il veut faire comprendre à Lynette qu’il est un patron et se doit d’être impitoyable, et qu’elle doit cesser de le percevoir comme l’époux consensuel qu’il a été ces dernières années. Le couple continue de se déchirer lorsque Tom organise des vacances surprise à Hawaï, et que Lynette, qui avait toujours organisé les vacances en famille, perçoit cette initiative comme une tentative de prendre le pouvoir au sein du foyer. Les enfants doivent départager les projets de vacances de leurs parents, mais la compétition vire au règlement de comptes entre Tom et Lynette, sous les yeux de Penny qui fond en larmes, bouleversée par leur dispute.
Tom et Lynette décident alors de prendre du temps pour eux et de partir en week-end à deux, mais c'est un échec, leur relation continue de se dégrader. Lynette constate que leur couple a survécu à un cancer, à 5 enfants, à une affaire qui a fait faillite, mais il semble qu’ils n’ont plus rien à se dire. À leur retour, Tom ne défait pas sa valise et fait part à Lynette de son souhait d'emménager dans un appartement de fonction. Plus tard dans la soirée, alors que tous les voisins sont réunis pour une fête, Lynette comprend que Tom est parti et en parle à Susan. Tom revient un peu plus tard et ils ont alors une explication franche : Lynette lui avoue qu'au moment où elle l'a cru parti, et alors qu'elle redoutait ce moment depuis longtemps, elle a ressenti contre toute attente du soulagement. Ils décident d'un commun accord de se séparer.

### Saison 8
Dès le début de la saison, Lynette et Tom craignent de nuire à leurs enfants s'ils leur révèlent la séparation. Bien qu'ils fassent chambre à part, ils décident de ne pas les informer. Finalement, les enfants découvrent vite la supercherie. Ceci conduira Tom à trouver rapidement un nouveau logement.
Lynette, persuadée qu'elle et Tom seront de nouveau ensemble, insiste pour qu'ils suivent une thérapie de couple. Tom accepte, mais ce sera un échec.
Creusant cet échec, Renée s'aperçoit que Tom prend plus de temps pour lui : il s'habille chic, fait plus de sport, se blanchit les dents... Elle le suspecte donc de commencer à voir quelqu'un. Lynette, inquiète, va suivre un cours de yoga donnée par la jeune femme, Chloé, qu'elle pense être la conquête de Tom, ceci avec le soutien et la présence de Renée. Elle se rend compte que cette professeur de yoga, qui est également la voisine de Tom, n'est en fait que la fille de Jane, belle quadragénaire avec qui Tom a commencé une relation, sans même en parler à Lynette. Celle-ci ressort abasourdie par cette révélation.
Une inimitié et une lutte d'influence sur Tom s'installent naturellement entre Lynette et Jane. Plusieurs fois, Lynette semble perdre son combat même si elle continue d'avoir le soutien de Tom en cas de force majeure. Ceci s'illustre lorsque Lynette, sachant qu'elle risque la prison pour le meurtre d'Alejandro, alerte Tom juste avant qu'il ne prenne un vol pour Paris, pour qu'il puisse s'occuper des enfants au cas où elle se retrouve accusée et emprisonnée. Celui-ci est fou de rage qu'elle ne lui ait rien dit avant sur le meurtre et de devoir laisser partir Jane sans pouvoir lui donner d'explication. Il décide tout de même de rester, créant une tension dans sa relation avec Jane, qui finit par partir pour Paris sans lui. Même s'il ne part pas, ceci met en exergue un autre signe d'échec de la relation entre Lynette et Tom : celui-ci lui confie que sa colère est justifiée par le fait que Jane le rend vraiment heureux. Lynette, rongée par la culpabilité, insiste alors pour qu'il aille la rejoindre...
Cela marque un tournant dans l'esprit de Lynette qui veut tenter de rencontrer un nouvel homme. Elle jette alors son dévolu sur Frank, le coiffeur de Renée. Cette relation tourne mal dans un premier temps: le côté vindicatif de Lynette et sa volonté de tout contrôler met en péril leur premier rendez-vous, sans compter le fait qu'elle soit gênée par la lumière et se met à pleurer la première fois qu'ils ont un rapport. Bon gré, mal gré, ils finiront par faire l'amour. Mais le coiffeur n’est qu'une aventure et n'apparaît plus dans la suite de son histoire.
Enfin habituée à sa vie de célibataire, Lynette reçoit une visite inattendue de ses jumeaux, Porter et Preston, qui souhaitent de nouveau loger chez elle. Dans la même journée, elle apprend de Susan que Porter est le père de l'enfant de Julie. Situation cocasse : Lynette et Susan vont devenir grand-mère de la même petite-fille. Mais rien n'est joué : Julie veut faire adopter l'enfant, au grand dam de Susan. Celle-ci, bien que surprise et désemparée que Porter soit le père, le soutient dans sa volonté de s'occuper de l'enfant et lui propose ses services de baby-sitter à plein temps. Parallèlement, Porter prend le rôle de père très au sérieux, au grand dam de Lynette : il prend un avocat pour récupérer la garde de l'enfant et cherche un travail. Finalement, Lynette accepte l'idée, ce qui va finir par occasionner une bataille d'influence entre les deux nouvelles futures grands-mères pour le prénom, le berceau ou la chambre.
Quelques jours plus tard, Mike Delfino est tué. Ce sera le déclic de Lynette pour la reconquête de Tom : elle décide de se battre pour son mari, se rappelant que Mike lui avait conseillé de ne pas abandonner son couple. Elle prend conscience que la colère est passée et qu'il est temps qu'elle reprenne les choses en main concernant son mariage. C'est ainsi que quelques jours plus tard, elle ranime la flamme entre elle et Tom, en lui montrant comment elle put être vive par le passé. Mais pour ce faire, elle utilise un subterfuge: elle occupe Jane pour la soirée, grâce à une combine montée avec sa fille, simule une prétendue panne de courant, sort le grand jeu: bougies par centaines, vin rouge, bœuf bourguignon et anciennes photos... Quand Tom comprend qu'il a été dupé (il se brûle et Lynette allume précipitamment la lumière), il entre dans une intense colère, mais Lynette a fait mouche. En effet, Tom doute : il ment à Jane sur la provenance de sa brûlure et prétexte avoir du travail pour ne pas lui faire l'amour, encore troublé par sa soirée avec Lynette.
Lynette sort ensuite avec Greg, le patron de Tom, qui lui propose de donner plus de travail à Tom pour entraver sa relation avec Jane. Greg est lui-même divorcé et comprend qu'on puisse en vouloir au nouveau conjoint de son ex, surtout cela peut lui permettre de marquer des points avec Lynette. Mais, au bout de quelques jours de sortie, Lynette veut tout arrêter. En effet, son patron veut envoyer Tom en Inde. Lynette veut alors quitter son patron qui se rend compte qu'il a fait tout ça pour rien. Le lendemain, son patron insulte Lynette ce qui rend Tom furieux et lui donne un coup de poing. Il est alors viré. Il se rend chez Lynette après que Jane l'a quitté, mais voit Lee lui enlever sa robe et pense qu'elle voit quelqu'un. Toutefois, Tom et Lynette retombent dans les bras l'un de l'autre lors de la soirée organisée pour la fin du procès. Katherine Mayfair, de retour à Wisteria Lane, propose ensuite un nouveau travail à Lynette à New-York. Cette dernière accepte.

### Après la série…
Mary-Alice nous révèle que Lynette, Tom et les enfants déménageront pour New-York un mois après la dernière partie de poker des Housewives. Lynette goutera ainsi aux grandes responsabilités liées à son poste, habitera avec sa famille un appartement avec vue sur Central Park et aura de nombreux petits-enfants sur qui elle pourra crier comme lorsqu'elle était maman avec ses enfants.

## Arbre généalogique
|  |  |             |             |             |             |                      |             |           |           |              |              |              |              |              |              | M. Linquist (décédé) | M. Linquist (décédé) | M. Linquist (décédé) | M. Linquist (décédé) | M. Linquist (décédé) | M. Linquist (décédé) |               |               |  |  |                |                | Stella Wingfield | Stella Wingfield | Stella Wingfield | Stella Wingfield | Stella Wingfield | Stella Wingfield |                 |                 |                 |                 |                 |                 |  |  |             |             |             |             |             |             |  |  |                        |                        |                        |                        |                        |                        |
|  |  |             |             |             |             |                      |             |           |           |              |              |              |              |              |              | M. Linquist (décédé) | M. Linquist (décédé) | M. Linquist (décédé) | M. Linquist (décédé) | M. Linquist (décédé) | M. Linquist (décédé) |               |               |  |  |                |                | Stella Wingfield | Stella Wingfield | Stella Wingfield | Stella Wingfield | Stella Wingfield | Stella Wingfield |                 |                 |                 |                 |                 |                 |  |  |             |             |             |             |             |             |  |  |                        |                        |                        |                        |                        |                        |
|  |  |             |             |             |             |                      |             |           |           |              |              |              |              |              |              |                      |                      |                      |                      |                      |                      |               |               |  |  |                |                |                  |                  |                  |                  |                  |                  |                 |                 |                 |                 |                 |                 |  |  |             |             |             |             |             |             |  |  |                        |                        |                        |                        |                        |                        |
|  |  |             |             |             |             |                      |             |           |           |              |              |              |              |              |              |                      |                      |                      |                      |                      |                      |               |               |  |  |                |                |                  |                  |                  |                  |                  |                  |                 |                 |                 |                 |                 |                 |  |  |             |             |             |             |             |             |  |  |                        |                        |                        |                        |                        |                        |
|  |  |             |             |             |             | Tom Scavo            | Tom Scavo   | Tom Scavo | Tom Scavo | Tom Scavo    | Tom Scavo    |              |              |              |              |                      |                      | Lynette Scavo        | Lynette Scavo        | Lynette Scavo        | Lynette Scavo        | Lynette Scavo | Lynette Scavo |  |  | Lucy Lindquist | Lucy Lindquist | Lucy Lindquist   | Lucy Lindquist   | Lucy Lindquist   | Lucy Lindquist   |                  |                  | Lydia Lindquist | Lydia Lindquist | Lydia Lindquist | Lydia Lindquist | Lydia Lindquist | Lydia Lindquist |  |  |             |             |             |             |             |             |  |  |                        |                        |                        |                        |                        |                        |
|  |  |             |             |             |             | Tom Scavo            | Tom Scavo   | Tom Scavo | Tom Scavo | Tom Scavo    | Tom Scavo    |              |              |              |              |                      |                      | Lynette Scavo        | Lynette Scavo        | Lynette Scavo        | Lynette Scavo        | Lynette Scavo | Lynette Scavo |  |  | Lucy Lindquist | Lucy Lindquist | Lucy Lindquist   | Lucy Lindquist   | Lucy Lindquist   | Lucy Lindquist   |                  |                  | Lydia Lindquist | Lydia Lindquist | Lydia Lindquist | Lydia Lindquist | Lydia Lindquist | Lydia Lindquist |  |  |             |             |             |             |             |             |  |  |                        |                        |                        |                        |                        |                        |
|  |  |             |             |             |             |                      |             |           |           |              |              |              |              |              |              |                      |                      |                      |                      |                      |                      |               |               |  |  |                |                |                  |                  |                  |                  |                  |                  |                 |                 |                 |                 |                 |                 |  |  |             |             |             |             |             |             |  |  |                        |                        |                        |                        |                        |                        |
|  |  |             |             |             |             |                      |             |           |           |              |              |              |              |              |              |                      |                      |                      |                      |                      |                      |               |               |  |  |                |                |                  |                  |                  |                  |                  |                  |                 |                 |                 |                 |                 |                 |  |  |             |             |             |             |             |             |  |  |                        |                        |                        |                        |                        |                        |
|  |  | Julie Mayer | Julie Mayer | Julie Mayer | Julie Mayer | Julie Mayer          | Julie Mayer |           |           | Porter Scavo | Porter Scavo | Porter Scavo | Porter Scavo | Porter Scavo | Porter Scavo |                      |                      | Preston Scavo        | Preston Scavo        | Preston Scavo        | Preston Scavo        | Preston Scavo | Preston Scavo |  |  | Parker Scavo   | Parker Scavo   | Parker Scavo     | Parker Scavo     | Parker Scavo     | Parker Scavo     |                  |                  | Penny Scavo     | Penny Scavo     | Penny Scavo     | Penny Scavo     | Penny Scavo     | Penny Scavo     |  |  | Paige Scavo | Paige Scavo | Paige Scavo | Paige Scavo | Paige Scavo | Paige Scavo |  |  | Patrick Scavo (décédé) | Patrick Scavo (décédé) | Patrick Scavo (décédé) | Patrick Scavo (décédé) | Patrick Scavo (décédé) | Patrick Scavo (décédé) |
|  |  | Julie Mayer | Julie Mayer | Julie Mayer | Julie Mayer | Julie Mayer          | Julie Mayer |           |           | Porter Scavo | Porter Scavo | Porter Scavo | Porter Scavo | Porter Scavo | Porter Scavo |                      |                      | Preston Scavo        | Preston Scavo        | Preston Scavo        | Preston Scavo        | Preston Scavo | Preston Scavo |  |  | Parker Scavo   | Parker Scavo   | Parker Scavo     | Parker Scavo     | Parker Scavo     | Parker Scavo     |                  |                  | Penny Scavo     | Penny Scavo     | Penny Scavo     | Penny Scavo     | Penny Scavo     | Penny Scavo     |  |  | Paige Scavo | Paige Scavo | Paige Scavo | Paige Scavo | Paige Scavo | Paige Scavo |  |  | Patrick Scavo (décédé) | Patrick Scavo (décédé) | Patrick Scavo (décédé) | Patrick Scavo (décédé) | Patrick Scavo (décédé) | Patrick Scavo (décédé) |
|  |  |             |             |             |             |                      |             |           |           |              |              |              |              |              |              |                      |                      |                      |                      |                      |                      |               |               |  |  |                |                |                  |                  |                  |                  |                  |                  |                 |                 |                 |                 |                 |                 |  |  |             |             |             |             |             |             |  |  |                        |                        |                        |                        |                        |                        |
|  |  |             |             |             |             | Sophie Lynette Scavo |             |           |           |              |              |              |              |              |              |                      |                      |                      |                      |                      |                      |               |               |  |  |                |                |                  |                  |                  |                  |                  |                  |                 |                 |                 |                 |                 |                 |  |  |             |             |             |             |             |             |  |  |                        |                        |                        |                        |                        |                        |

## Anecdotes
- Les enfants de Lynette s'appellent Porter, Preston, Parker, Penny et Paige et ils ont tous, par conséquent, un prénom commençant par la lettre « P », alors que ses sœurs, Lucy et Lydia, et elle, ont toutes trois un prénom commençant par la lettre « L ».
- Alors que la famille de Bree est basée sur l'adolescence de Marc Cherry, celle de Lynette est basée sur son enfance.
- Le vrai prénom de sa fille Penny est Penelope, son deuxième prénom est Lynn.
- Tandis que Lynette perd un de ses deux jumeaux, on apprend dans l'épisode 6x11 qu'elle aurait nommé le jumeau décédé Patrick s'il avait survécu.
- Dans l'épisode 7x03, on apprend que le bébé se nomme Paige alors que dans l'épisode 6x16 elle dit à Tom (qui veut appeler le bébé Patricia) qu'ils vont en fait lui donner le prénom de la grand-mère de Lynette, Polly.
- Sophie, la petite-fille de Lynette, se nomme Sophie Lynette Scavo, Sophie étant le nom de son arrière-grand-mère maternelle et Lynette est celui de sa grand-mère paternelle.
- Elle est la seule des quatre amies à ne pas avoir divorcé (Susan a divorcé deux fois de Karl et une fois de Mike, Bree a divorcé d'Orson et Gabrielle a divorcé de Carlos). Bien qu'elle fût en instance de divorce avec Tom, ils se sont finalement remis ensemble.
- De ce fait, elle est également celle qui a eu le moins de relations amoureuses (qui ne sont même pas réellement des relations amoureuses, puisqu'il ne s'agissait que de baisers et de flirts).